# Andreaskreuz (Gemeinde Hüttenberg)
Andreaskreuz ist eine Ortschaft in der Gemeinde Hüttenberg im Bezirk Sankt Veit an der Glan in Kärnten. Die Ortschaft hat 2 Einwohner (Stand 1. Jänner 2024). 

## Lage
Die Ortschaft liegt in der Katastralgemeinde Knappenberg, nordnordöstlich der Ortschaft Knappenberg, jenseits der Rudolfshöhe. Erreichbar ist der Ort über eine unbefestigte Straße von Knappenberg aus über Gossen. 

## Geschichte
Der Ort befindet sich beim bedeutendsten der ehemaligen Bergbaustollen an der Nordseite des Hüttenberger Erzbergs, dem ab 1722 erwähnten Andreaskreuzstollen. Hier befand sich unter anderem ein Gasthaus für die Bergarbeiter.
Die kleine Siedlung gehört seit 1850 zur Gemeinde Hüttenberg. Erst seit der zweiten Hälfte des 20. Jahrhunderts weist man diese Siedlung als eigene Ortschaft aus.

## Bevölkerungsentwicklung
Für die Ortschaft ermittelte man folgende Einwohnerzahlen:
- 1961: 3 Häuser, 29 Einwohner[3]
- 2001: 3 Gebäude (davon 1 mit Hauptwohnsitz) mit 2 Wohnungen; 2 Einwohner und 0 Nebenwohnsitzfälle; 1 Haushalt; 0 Arbeitsstätten, 1 land- und forstwirtschaftlicher Betrieb[4]
- 2011: 2 Gebäude, 4 Einwohner, 1 Haushalt, 0 Arbeitsstätten[5]
- 2021: 3 Gebäude, 2 Einwohner, 1 Haushalt, 0 Arbeitsstätten[6]

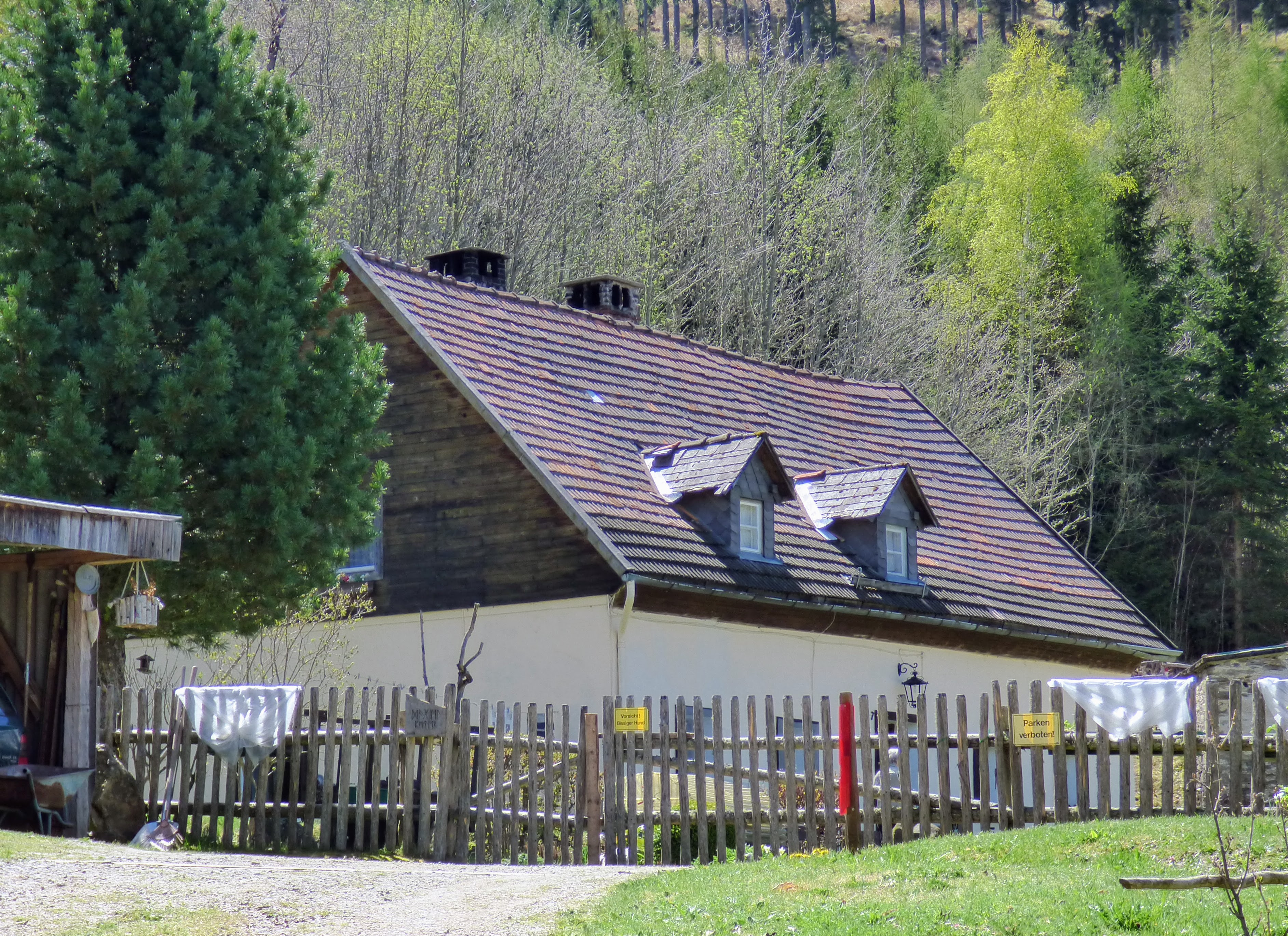
Andreaskreuz Nr. 7
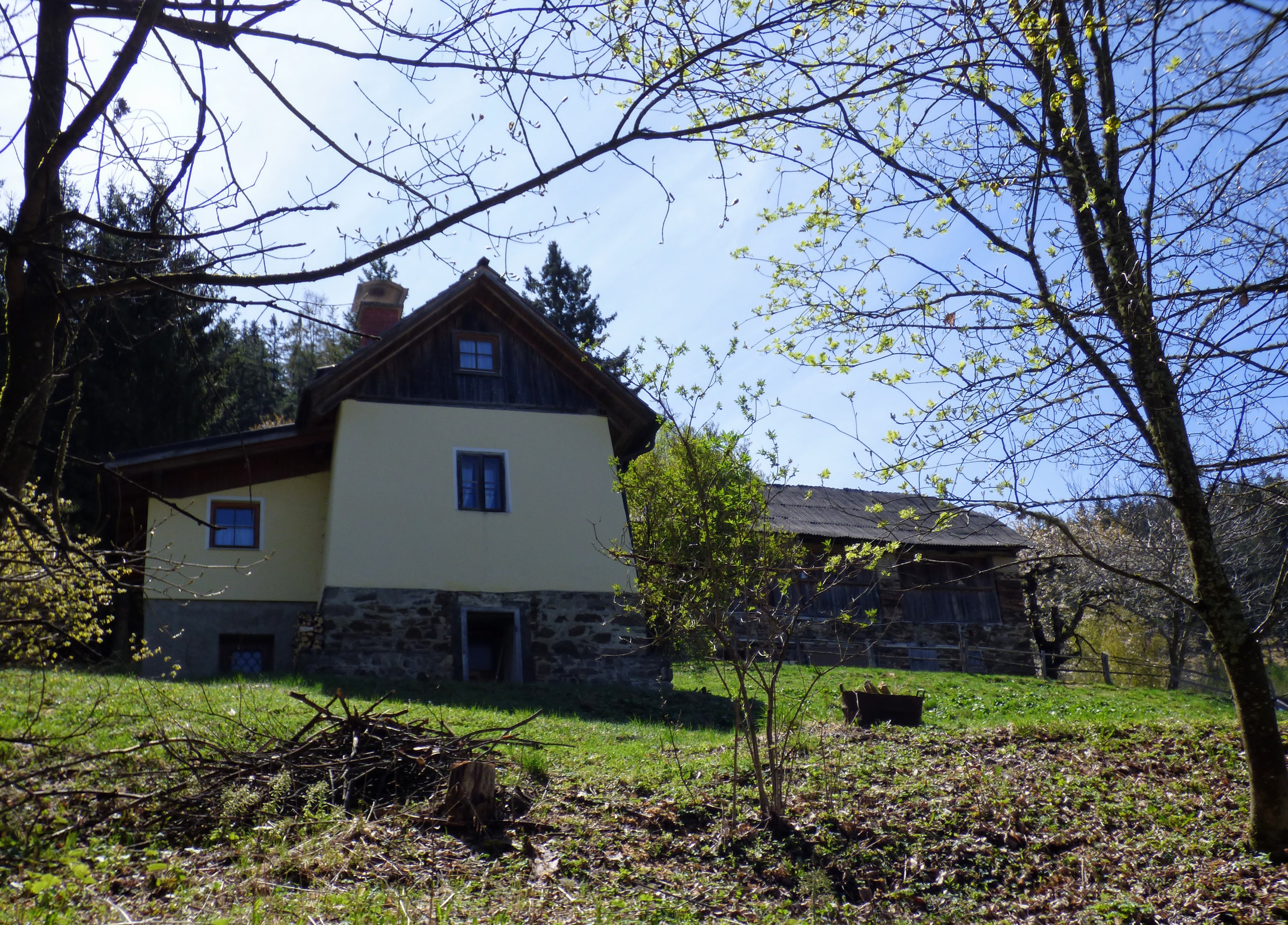
Andreaskreuz Nr. 8
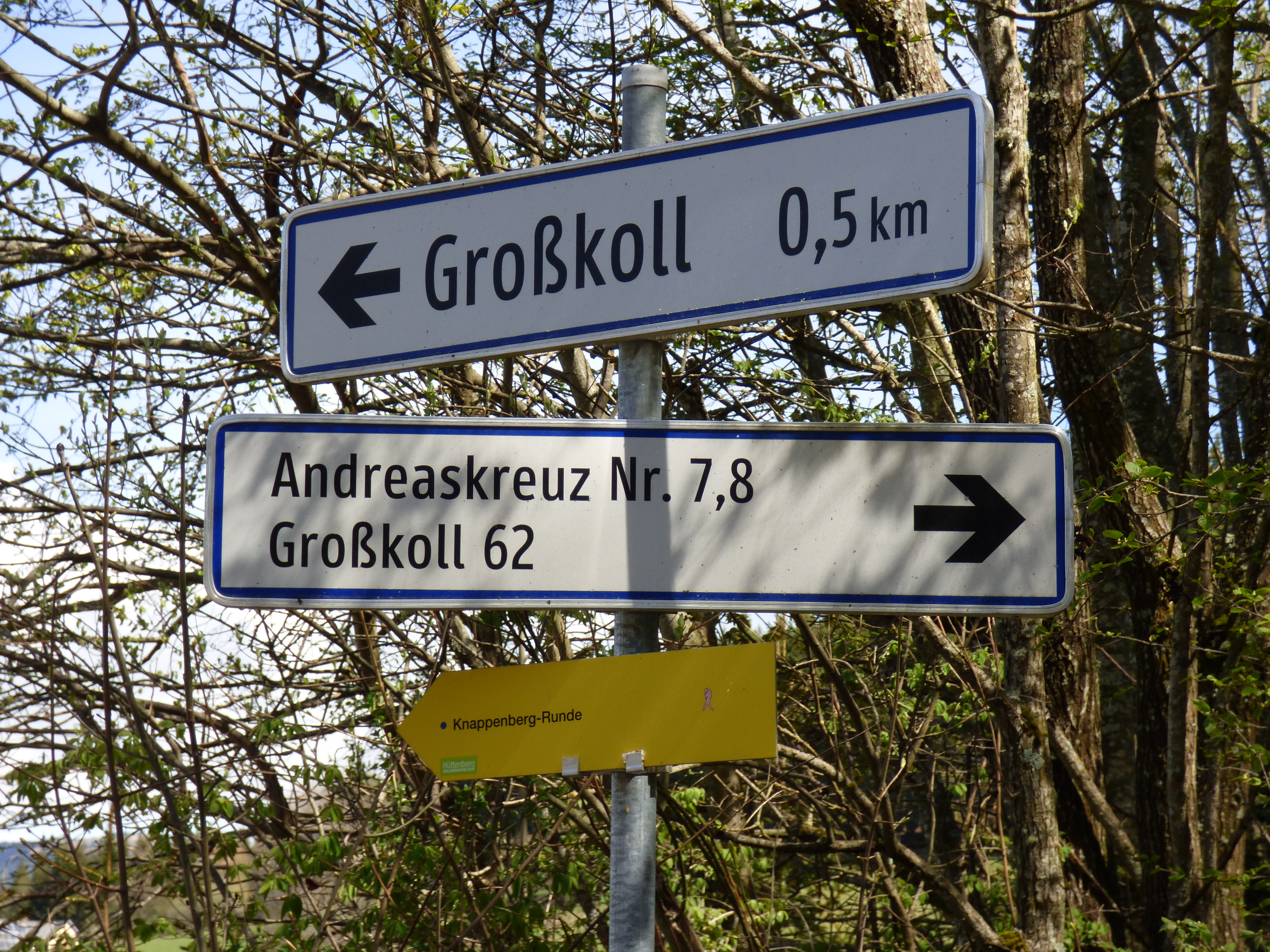
Wegweiser nach Andreaskreuz